# لین زوشن
لین زوشن (به چینی: 林祖沈 ؛ زادهٔ ۱ مارس ۱۹۹۴) یک کشتی‌گیر آزادکار اهل چین است. وی سابقه حضور در المپیک ۲۰۲۰ توکیو را دارد.